# Georges de Bavay
Georges de Bavay (Brussel, 27 oktober 1803 - Hasselt, 7 november 1881) was een Belgisch minister.

## Levensloop
De Bavay was een zoon van Paul-Ignace de Bavay, die pleitbezorger was bij het Gerechtshof in Brussel en van Marie Germain. Hij was getrouwd met Adelaïde Van Moorsel. Zijn broer was de parketmagistraat Charles-Victor de Bavay.
Hij promoveerde tot doctor in de rechten (1826) aan de Universiteit Luik.
Op het Ministerie van Openbare Werken werd hij afdelingshoofd van de afdeling Mijnen en Hydraulische werken (1837-1838) en secretaris-generaal (1838-1840).
Van maart 1846 tot augustus 1847 was hij, als niet-parlementslid, minister van Openbare Werken in de officieel unionistische, maar in de praktijk homogeen katholieke regering-De Theux de Meylandt II. 
Hij werd vervolgens directeur van de Schatkist voor de provincie Limburg (1850-1880).